# بیستارز
بیستارز (ژاپنی: ビースターズ هپبورن: Bīsutāzu) یک مجموعه مانگای ژاپنی است که توسط پارو ایتاگاکی نوشته و مصورسازی شده است. ایتاگاکی در ۸ سپتامبر ۲۰۱۶، مجموعه مانگا را در مجلهٔ شونن هفته‌نامه شونن چمپین از انتشارات آکیتا شوتن منتشر کرد و تا ۸ اکتبر ۲۰۲۰ ادامه داشت. این سری تا کنون برنده چندین جایزه شامل جایزه سالانه مانگا تایشو شده است. یک مجموعه تلویزیونی انیمه ۱۲ قسمتی نیز بر پایه نسخه مانگا و به کارگردانی شینیچی ماتسومی توسط استودیو آرنج دستمایه اقتباس قرار گرفت که از ۸ اکتبر تا ۲۸ دسامبر ۲۰۱۹ پخش شد. خبر ساخت فصل دوم مجموعه انیمه نیز در پایان فصل اول آشکار شد، و در نهایت از ژانویه ۲۰۲۱ پخش شد. فصل سوم و پایانی این سریال در دو بخش پخش خواهد شد، و بخش اول آن قرار است در دسامبر ۲۰۲۴ نمایش داده شود.
تا اکتبر ۲۰۲۱، مانگای بیستارز بیش از ۷.۵ میلیون نسخه در تیراژ داشت. در سال ۲۰۱۸، بیستارز برنده جوایز متعددی شد، از جمله یازدهمین جایزه مانگا تایشو، که اولین عنوان انتشارات آکیتا شوتن محسوب می‌شود که آن را دریافت کرد، بیست و دومین جایزه خالق جدید در جایزه فرهنگی تزوکا اوسامو، چهل و دومین جایزه مانگای کودانشا در دسته‌بندی شونن، و جایزه چهره جدید در بیست و یکمین جشنواره هنرهای رسانه‌ای ژاپن. عنوان مجموعه برگرفته از رتبهٔ دنیای خیالی بیستارز یا «Be a Stars» (به معنی یک ستاره باش) است، که به فردی با استعداد، فداکار و مشهور اعطا می‌شود.

## داستان
داستان مجموعه در دنیای مدرن، متمدن، و حیواناتی انسان‌نما با طبقه‌بندی فرهنگی بین گوشت‌خوار و گیاه‌خوار اتفاق می‌افتد. لگوشی شخصیت اصلی داستان یک گرگ خاکستری، دانش‌آموزی خجالتی و ساکت در فرهنگستان چریتون است که در خوابگاه با چندین دانشجوی گوشت‌خوار دیگر از جمله دوست خوش‌مشربش جک زندگی می‌کند، که یک لابرادور رتریور است. به عنوان یکی از اعضای باشگاه درام، لگوشی وظیفه کار در پشت صحنه و پشتیبانی از هنرپیشگان باشگاه را به رهبری یک گوزن قرمز ستاره به نام لوئیس بر عهده دارد.
ناگهان یک آلپاکا به نام تم، هنگام شب به طرز وحشیانه‌ای به قتل رسیده و خورده شد، و همین مسئله باعث ایجاد موجی از اضطراب و بی‌اعتمادی بین دانش‌آموزان گوشت‌خوار و گیاه‌خوار گردید. در این بین، لگوشی برخوردی سرنوشت‌ساز با هارو، یک خرگوش دورف کوچک داشت و احساسات پیچیده‌ای در مقابلش پیدا کرد.